# عبد الله بليندة
عبد الله بليندة اسمه الحقيقي هو عبد الله أجري ولد بمدينة طاطا عام 1951 شغل عدة مناصب كلاعب وكمدرب. توفي يوم الأربعاء 17 مارس 2010 عن عمر ناهز 59 سنة بإحد مستشفيات الرباط.

## رحلته مع الفتح الرباطي
عبد الله أجري الملقب ببليندة ارتبط اسمه بفريق الفتح الرباطي، حيث قاده كلاعب في سنة 1973 للفوز بكأس المغرب على حساب الاتحاد الزموري للخميسات بنتيجة (3-2)وسجل هدفين، سنة 1976 على حساب النادي القنيطري (1-0).

## رحلته كلاعب وكمدرب
لعب لمنتخب المغرب لكرة اليد وكرة القدم، حيث كان يزاولهما كرياضتين، وبعد اعتزاله عمل كمدرب لفريق الفتح الرباطي وجمعية سلا والرجاء البيضاوي واتحاد طنجة ووداد فاس واتحاد اتواركة واولمبيك اخريبكة. كما درب بالخليج العربي الوحدة السعودي وبن ياس الإماراتي.

## رحلته مع أسود الأطلس
على صعيد المنتخب المغربي عين مدربا لمنتخب الشبان المغربي سنة 1981 وعمل أيضا 1989سنة مساعدا للمدرب الإيطالي أنطونيو انجيليلو خلال فترة إشرافه على الفريق الوطني، وفي سنة 1993 قاد المنتخب الثاني، الذي خاض تصفيات كأس أفريقيا للأمم لسنة 1994 بتونس وحقق نتائج طيبة منها العودة بالتعادل بالقاهرة (1-1)والفوز في الملاوي(2-0)، لكن هزيمة مصر من مالي بنتيجة (2-1)أقصت المغرب وأهلت المنتخبين المصري والمالي بعد تساوي الفرق الثلاثة في الترتيب.
بعد مشاكل عبد الخالق اللوزاني مع مجموعة من اللاعبين المغاربة، عين عبد الله بليندة لأول مرة مدربا للمنتخب الأول في شهر يونيو من سنة 1993 وقاد أسود الأطلس إلى التأهل لمونديال 1994 بالولايات المتحدة الأمريكية بعد الفوز في المباراة الحاسمة أمام منتخب زامبيا بالدار البيضاء في شهر أكتوبر من سنة 1993 بهدف عبد السلا م لغريسي.
خلال مونديال 1994 قاد المتوفى المنتخب المغربي، ليكون المدرب المغربي الوحيد الذي قاد أسود الأطلس في مشاركاتهم الأربع بالمونديال. بعد غياب عن الساحة، عين مدربا لمنتخب المحليين خلفا لجمال فتحي، لكن المنتخب أقصي من طرف ليبيا بعد الفوز ذهابا 3-1 والهزيمة إيابا 3-0. يعتبر عبد الله بليندة أستاذا دوليا في التدريب، فقدته الرياضة المغربية وهو لا زال قادرا على العطاء.

## وفاته
توفي عبد الله بليندة عن عمر يناهز التاسعة والخمسين، بعد أن فقد الوعي الثلاثاء وأدخل المستشفى العسكري بالرباط في غيبوبة تامة، ولفظ المتوفى أنفاسه الأخيرة في الساعات الأولى من صباح الأربعاء.

## روابط خارجية
- عبد الله بليندة على موقع قاعدة بيانات كرة القدم.إي يو (الإنجليزية)
- عبد الله بليندة على موقع ناشيونال فوتبول تيمز (الإنجليزية)
- عبد الله بليندة على موقع عالم كرة القدم.نت (الإنجليزية)